# Triplo concerto per violino, viola e violoncello (Tippett)
Il Triplo Concerto per violino, viola, violoncello e orchestra è un concerto del compositore britannico Michael Tippett. Composto nel 1978-1979, è stato eseguito per la prima volta il 22 agosto 1980 dalla London Symphony Orchestra diretta da Colin Davis a Londra.

## Analisi del lavoro
1. Moderato
2. Lento
3. Moderato

- Durata dell'esecuzione: 34 minuti